# Nico Thomas
Nico Thomas est un boxeur indonésien né le 10 juin 1966 à Ambon.

## Carrière
Passé professionnel en 1986, il devient champion du monde des poids pailles IBF le 17 juin 1989 en battant aux points Samuth Sithnaruepol. Thomas perd son titre dès le combat suivant face à Eric Chavez le 21 septembre 1989. Il détiendra la ceinture de champion d'Asie OPBF des poids plumes entre 1995 et 1998 et mettra un terme à sa carrière sportive en 2006 sur un bilan de 29 victoires, 23 défaites et 6 matchs nuls.